# Onano
Onano là một đô thị ở tỉnh Viterbo trong vùng Latium của Ý, có cự ly khoảng 100 km về phía tây bắc của Roma và khoảng 40 km về phía tây bắc của Viterbo. Tại thời điểm ngày 31 tháng 12 năm 2004, đô thị này có dân số 1.096 người và diện tích là 24,6 km².
Onano giáp các đô thị: Acquapendente, Gradoli, Grotte di Castro, Latera, Sorano.